# Suursaari (ö i Norra Savolax, Varkaus)
Suursaari är en ö i Finland. Den ligger i sjön Unnukka och i kommunen Varkaus i den ekonomiska regionen  Varkaus ekonomiska region  och landskapet Norra Savolax, i den sydöstra delen av landet, 280 km nordost om huvudstaden Helsingfors. Öns area är 6,9 hektar och dess största längd är 0,5 kilometer i sydöst-nordvästlig riktning.